# 巴岭乡
巴岭乡，是中华人民共和国西藏自治区那曲市双湖县下辖的一个乡镇级行政单位。

## 行政区划
巴岭乡下辖以下地区：
达威村、麦相村、格拉俄栋村和拉玛布村。